# Bạc chlorat
Bạc chlorat là một hợp chất vô cơ có công thức hóa học AgClO3. Muối này tồn tại dưới dạng tinh thể màu trắng. Giống như các muối chlorat khác, nó có thể hòa tan trong nước và là một chất oxy hóa. Nó là một hợp chất vô cơ phổ biến trong các thí nghiệm..

## Điều chế
Bạc chlorat là sản phẩm phản ứng giữa bạc nitrat và natri chlorat để sản xuất bạc chlorat và natri nitrat:
AgNO3 + NaClO3 → AgClO3 → + NaNO3
Cho bari chlorat phản ứng với một lượng acid sulfuric đã tính toán, vừa đủ để cho bari chlorat phản ứng hết ,tạo toàn bộ bari kết tủa hết dưới dạng sunfat. Kết tủa sau đó được lọc, sau khi lọc hết kết tủa, còn lại là acid chloric:
Ba(ClO3)2 + H2SO4 → BaSO4 + 2HClO3
Sau đó, cho bạc carbonat tác dụng với acid chloric vừa mới điều chế:
2HClO3 + Ag2CO3 → 2AgClO3 + H2O + CO2
Sau khi dung dịch bạc chlorat được lọc từ lượng bạc carbonat dư, Bạc chlorat để bay hơi, và kết tinh lại. 
Ngoài ra, bạc chlorat có thể được điều chế bằng cách hòa tan bạc oxide hoặc bạc carbonat trong acid chloric.

## An toàn
Bạc chlorat thường được bảo quản trong bình tối màu, vì  bạc chlorat là chất oxy hóa mạnh, cần cẩn thận khi tiếp xúc với các vật liệu dễ bị oxy hóa, đặc biệt là các chất hữu cơ.

## Hợp chất khác
AgClO3 còn tạo một số hợp chất với NH3, như AgClO3·2NH3 là tinh thể dạng lăng kính.